# Săcel (okręg Harghita)
Săcel – wieś w Rumunii, w okręgu Harghita, w gminie Săcel. W 2011 roku liczyła 137 mieszkańców.